# Antopil, Andrușivka
Antopil (în ucraineană Антопіль) este o comună în raionul Andrușivka, regiunea Jîtomîr, Ucraina, formată numai din satul de reședință.

## Demografie
Componența lingvistică a satului Antopil
     Ucraineană (97,96%)
     Alte limbi (1,02%)
Conform recensământului din 2001, majoritatea populației satului Antopil era vorbitoare de ucraineană (97,96%), existând în minoritate și vorbitori de armeană (1,02%).